# 18349 Dafydd
18349 Dafydd este un asteroid din centura principală de asteroizi.

## Descriere
18349 Dafydd este un asteroid din centura principală de asteroizi. A fost descoperit pe 25 iulie 1990 la Observatorul Palomar de Henry E. Holt. Asteroidul prezintă o orbită caracterizată de o semiaxă mare de 2,89 ua, o excentricitate de 0,23 și o înclinație de 16,4° în raport cu ecliptica.